# Honda CB 450
La CB 450  est un modèle de motocyclette à moteur quatre temps et deux arbres à cames en tête du constructeur japonais Honda.

## Historique
Au début des années 1960, Honda confie à l'ingénieur japonais Yoshido Harada la mission de développer un nouveau modèle en vue de pénétrer le marché américain. 
En 1965, lorsque Honda dévoile le bicylindre refroidi par air de la Dream CB 450, la sophistication de ses choix techniques surprend la presse spécialisée. À l'époque, la distribution par deux arbres à cames en tête, le rappel des soupapes par barres de torsion, les carburateurs à dépression, l'épurateur d'huile centrifuge sont des techniques réservées aux machines de course. Si ce ne sont pas des nouveautés technologiques c'est la première fois que ces caractéristiques sont réunies sur une machine de série.
Cette machine de 444 cm3 est alors la plus grosse cylindrée produite par la marque. Sa puissance de 43 chevaux (ratio de plus de 100 cv/litre) lui permet de dépasser les 160 km/h et de rivaliser avec les machines de cylindrée bien supérieure de l'époque,. 
Malgré ses performances, la commercialisation de la CB 450 sur le marché américain ne fut qu'un demi succès car la clientèle estimait alors que plus la cylindrée était grande, meilleure était la machine ("The bigger, the better"). Ce constat fait en 1967 par Yoshido Harada lors de sa visite aux États-Unis sera déterminant pour la création par Honda d'un modèle de plus grosse cylindrée, la CB 750 four, en 1969,. 
La CB 450 sera produite jusqu'en 1974 en  huit versions successives numérotées de K0 à K7. Pendant les neuf années de fabrication, le moteur évoluera légèrement et verra sa puissance passer de 43 ch à 45 ch à partir du modèle K4.

## Les modèles commercialisés en France

### CB 450 K0
La CB 450 K0 est commercialisée de 1966 à 1968.  Le réservoir de forme  ovoïde est chromé et noir, avec des grippe-genoux noirs. Les garde-boues gris métallisés sont enveloppant et son boîtier de tachymètre-compte-tours est intégré au phare avant. Elle est équipée d'une boîte de vitesses à 4 rapports.  
Lors de sa présentation, ses performances et sa couleur noire lui valent le surnom de "Black Bomber" par la presse anglaise.  
Les numéros de série commencent par CB450-1000001

### CB 450 K1

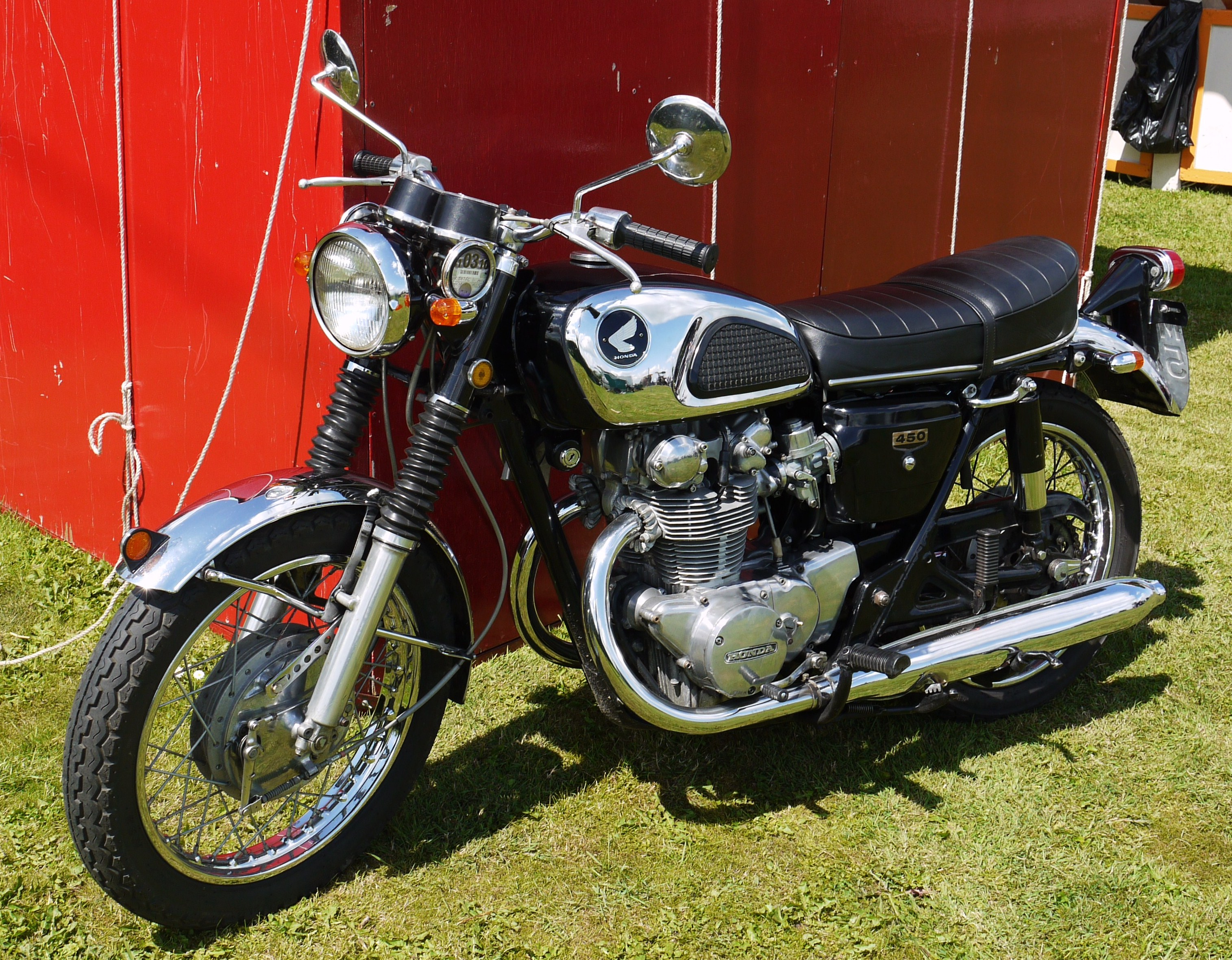
Honda CB 450 K1

En 1968, le modèle K1 reçoit une boîte de vitesses à cinq rapports, et le montage de l'embiellage est modifié. Grâce à de nouveaux pistons le taux de compression passe de 8,5 à 9 à 1 ce qui augmente légèrement la puissance à bas régime et ramène la puissance maximum de 8 500 tr/min à 8 000 tr/min, sans pour autant la modifier. 
La partie cycle est redessinée (cadre et fourche télescopique), les garde-boues sont moins enveloppant et chromés. La forme du réservoir est plus plate dans sa partie arrière ce qui diminue sa contenance de 16 à 13,5 litres. Le tachymètre et le compte-tours sont séparés du phare,. 
Les numéros de série commencent par CB450-2000001

### CB 450 K2
En 1969, avec le modèle K2 en plus du noir, le catalogue s'enrichit de la couleur bleu métallisé. Les amortisseurs arrière ont leurs ressorts apparents.
Les numéros de série commencent par CB450-3008956.

### CB 450 K3
En 1970, le modèle K3  voit son cadre renforcé par un fourreau qui rigidifie le tube supérieur.  
Les numéros de série commencent par CB450-4000001

### CB 450 K4
En 1971, le modèle K4, renoue avec les garde-boues enveloppant du modèle  d'origine, mais en version chromée. Les grippe-genoux du réservoir disparaissent et celui-ci bénéficie d'un bouchon à ouverture rapide. La décoration et les peintures (rouge, bleu ou vert métallisé) reprennent le style de la CB 750 Four sortie en 1969 avec des bandes dorées. La selle double est striée transversalement. Une commande électrique code-veilleuse-phare « tout au guidon » apparaît. Les caches latéraux de batterie et de filtre à air portent l'inscription DOHC.
La puissance du moteur est portée à 45 ch à 9 000 tr/min avec un couple de 38 N m à 7 500 tr/min.
Les numéros de série commencent par CB450-4100001

### CB 450 K5

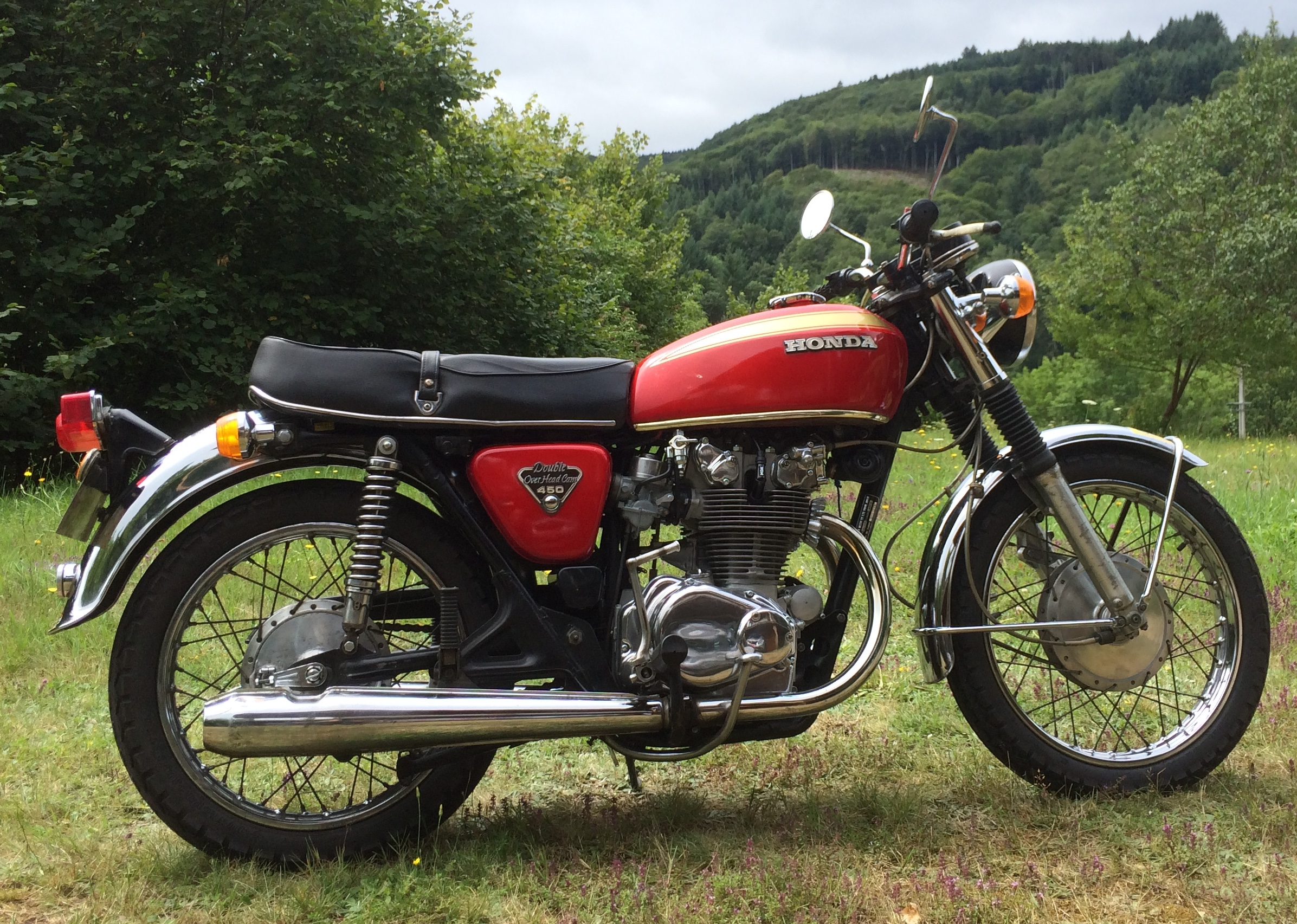
Honda CB 450 K5

En 1972, le modèle K5 apporte de nombreuses modifications esthétiques et techniques. Le phare est identique à celui des CB 500 et CB 750 Four, et peut recevoir une optique bi-iode. Les fourreaux de fourches formant support de phare sont chromés et garnis de catadioptres latéraux. Des points de fixations sont prévus sur la fourche pour l'installation d'un frein à disque sur certains marchés. Le dessus de la selle est croisillonné. Elle est relevable et comporte en dessous un crochet porte casque. Elle peut se verrouiller par une serrure à l'aide de la clé de contact. Les repose-pieds du pilote sont articulés. Les silencieux prennent une allure de mégaphone. Les caches latéraux de batterie et de filtre à air portent l'inscription complète Double Over Head Cam. Le pneu avant passe de 3,25 × 18 à 3,25 × 19.
Les numéros de série commencent par CB450-5000001

### CB 450 K6
En 1973, sur la version K6, le compte-tours et le tachymètre sont plus verticaux face au pilote. Un témoin de phare et de point mort indépendant est ajouté entre les deux. Une poignée de maintien chromée pour le passager est fixée derrière le siège. Les couleurs sont marron et vert tyrolien métallisé.   
Les numéros de série commencent par CB450-6000001

### CB 450 K7
En 1974, la version K7 est équipée d'un frein à disque à l'avant (ce qui est déjà le cas des modèles destinés au marché américain depuis 1970). Les couleurs sont orange Candy et brun foncé métallisé.
Les numéros de série commencent par CB450-7000001

## Modèles dérivés

### CB 450 scrambler

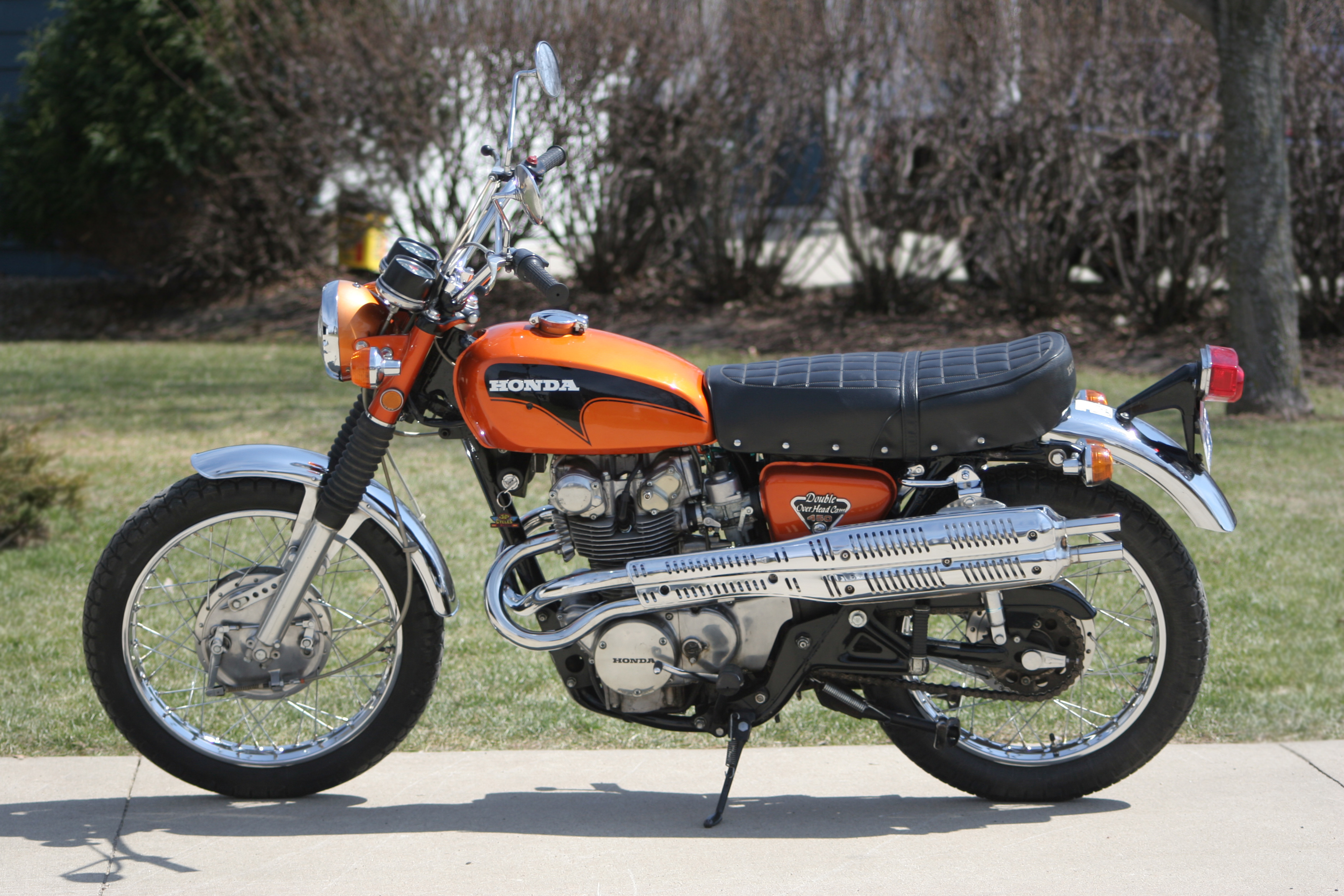
Honda CL CB 450 K4 Scrambler.

Parallèlement à la gamme routière, Honda produit des modèles tout chemin scrambler dénommés CL CB 450  (suivi de l'indice K... de la machine routière correspondante). Ils sont équipés de guidons hauts avec une barre de renfort horizontale. Pour augmenter la garde au sol, les tuyaux d'échappements sont relevés en position haute avec des protections thermique. À partir de la CL 450 K1 les deux échappements sont reportés sur le côté gauche.

### CB 500 T
Le moteur de la CB 450 servira de base au développement par Honda en 1975 de la  CB 500 T,